# Žinice
Žinice (Duits: Schinitz) is een Tsjechische plaats in de gemeente Neustupov, regio Midden-Bohemen, en maakt deel uit van het district Benešov. Het dorp ligt op 3,5 kilometer afstand van Neustupov.
Žinice telt 10 inwoners (2021).

## Geschiedenis
De eerste schriftelijke vermelding van het dorp dateert van 1437.
Sinds 1960 is Žinice ondergebracht bij het district Benešov.

## Verkeer en vervoer

### Autowegen
Er leidt een regionale weg naar het dorp.

### Spoorlijnen
Er is geen station in Žinice. Het dichtstbijzijnde station is in Votice, op zo'n 11,5 kilometer afstand. Dat station ligt aan spoorlijn 220 van Praag naar Tábor.

### Buslijnen
Er is geen bushalte in het dorp. De dichtstbijzijnde bushalte is in Jiřetice, op twee kilometer afstand:
| Halte               | Lijn(en)       | Traject(en)                                                    | Vervoerder(s)                    |
| ------------------- | -------------- | -------------------------------------------------------------- | -------------------------------- |
| Neustupov, Jiřetice | 452 456 390452 | Mladá Vožice - Benešov Pojbuky - Miličín Mladá Vožice - Votice | CŠAD Benešov BusLine jižní Čechy |

## Bezienswaardigheden
- Dorpskapel

## Galerij

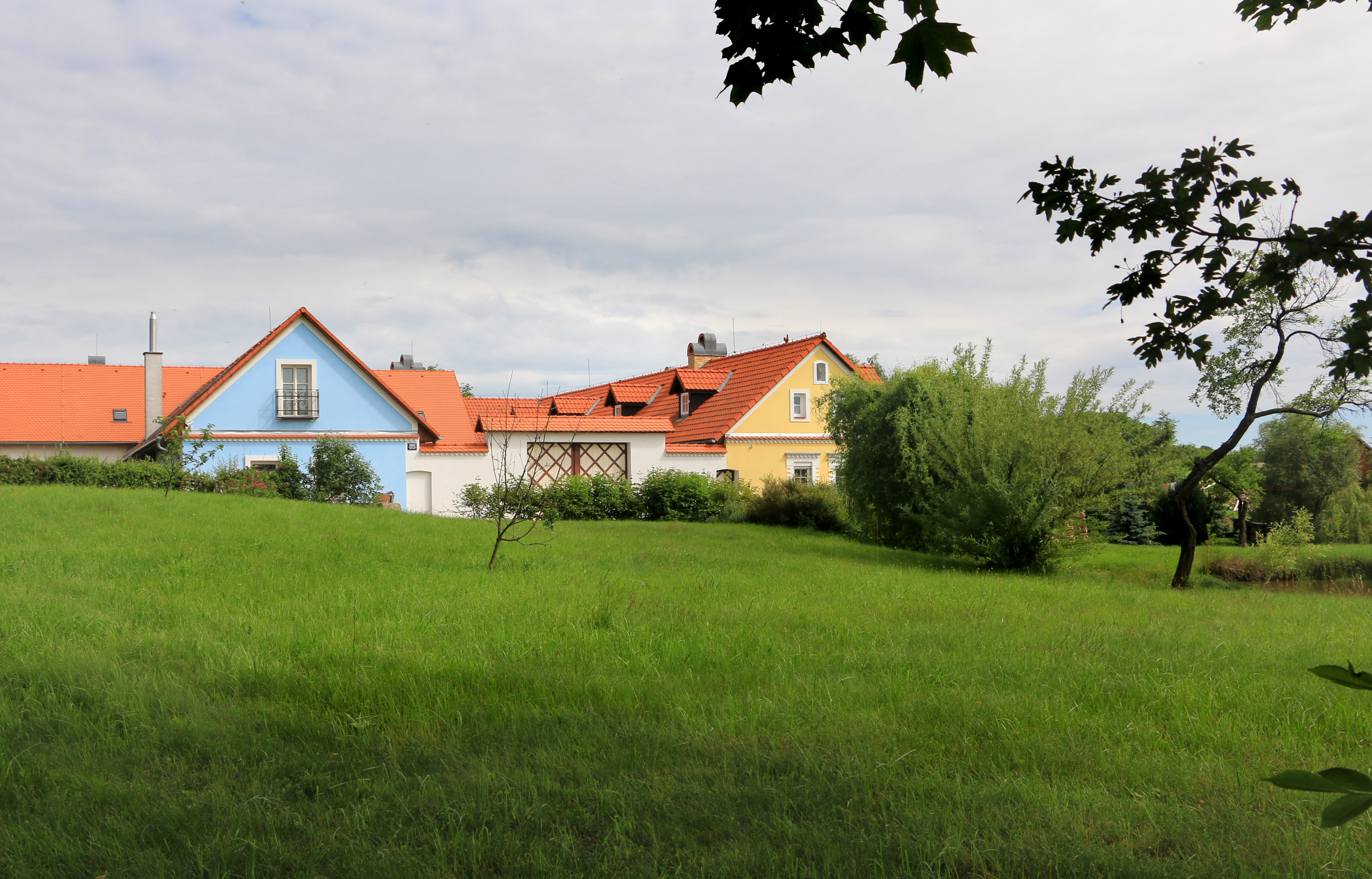
Huizen in het dorp (2016)
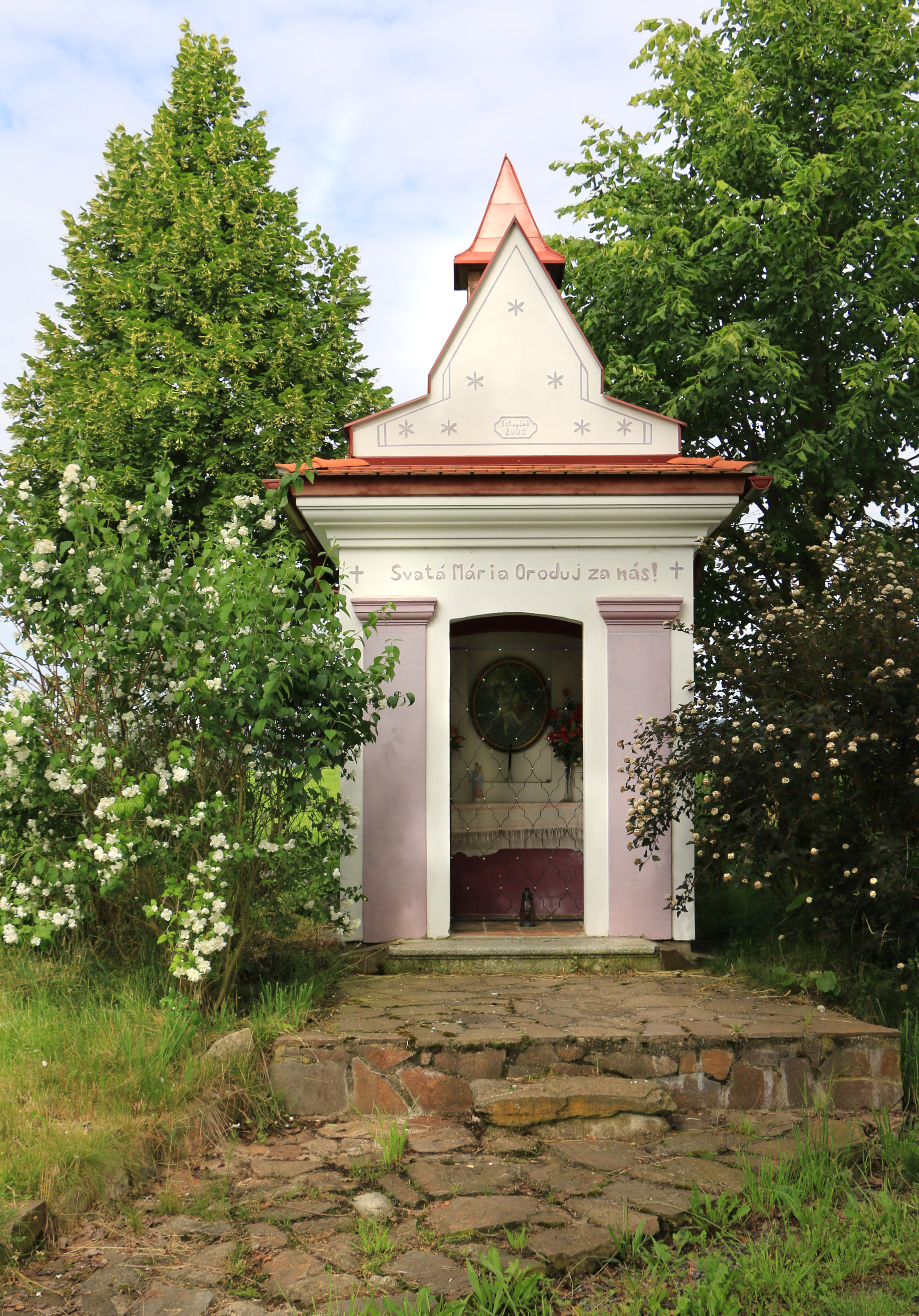
Dorpskapel (2016)